# Роман Долідзе
Роман Долідзе (груз. რომან დოლიძე; 15 липня 1988, Батумі, Грузинська РСР, СРСР) — грузинський професійний боєць змішаних бойових мистецтв. Зараз він виступає в середній вазі Абсолютного бійцівського чемпіонату (UFC). Професійний учасник змагань з 2016 року, Долідзе був колишнім чемпіоном World Warriors Fight Championship (WWFC) у напівважкій вазі, чемпіоном ADCC Азії та Океанії та чемпіоном світу з греплінгу FILA. Станом на 8 жовтня 2024 року він займає 9 місце в рейтингу UFC у середній вазі.

## Біографія
Долідзе народився 15 липня 1988 року в місті Батумі, Грузинської РСР. Роман грав у футбол протягом восьми років, останні три роки провів як професійний воротар у Туреччині. У віці 20 років він переїхав до України, щоб вивчати корабельну інженерію в Одеській морській академії, і почав тренуватися з самбо, бразильського джіу-джитсу і, зрештою, грепплінгу. Потім він також отримав ступінь з ділового адміністрування. Згодом він став чемпіоном світу з греплінгу та чемпіоном Європи з греплінгу за правилами United World Wrestling, а також став чемпіоном ADCC Азії та Океанії у вазі до 99 кг (218 фунтів) у 2016 році. Це принесло йому місце в престижному чемпіонаті світу ADCC. В турнірі 2017 року він, однак, зазнав поразки в першому раунді. У 28 років він почав тренуватися в ММА.

## Кар'єра

### Рання кар'єра
Долідзе дебютував у ММА у 2016 році, де він бився в Одесі. Після перемоги у своєму дебютному бою проти Олександра Ковбеля, Долідзе продовжив накопичувати рекорд 4–0 в українському раунді, перш ніж отримав шанс битися з Едером де Соузою за вакантний титул WWFC у напівважкій вазі. Він переміг де Соузу нокаутом у другому раунді. Він мав захищати свій титул проти Міхала Пастернака на WWFC 13. Долідзе переміг Пастернака нокаутом у третьому раунді.

### Абсолютний бійцівський чемпіонат
Долідзе підписав контракт з UFC, але перед тим, як він дебютував, він дав позитивний результат на кломіфен і його метаболіти M1 і M2, а також на довготривалий метаболіт дегідрохлорметилтестостерону (DHCMT), 4-хлор-18-нор-17β-гідроксиметил, 17α-метил-5α-андрост-13-ен-3α-ол (M3), як результат позазмагального зразка сечі, зібраного 12 березня 2019 року. Його було дискваліфіковано на один рік через це порушення, і він мав право битися з 12 березня 2020 року.
3 вересня 2020 року Долідзе разом із Раяном Бенуа отримали тимчасові ліцензії після спеціальних слухань Атлетичною комісією штату Невада після того, як у них виникали проблеми з тривалим метаболітом туринаболу, який пульсував у їхній системі у слідових кількостях через тривалий час після прийому. І Бенуа, і Долідзе вже були відсторонені Антидопінговим агентством США (USADA), антидопінговим партнером UFC. Жоден з них не зіткнувся з порушенням у Неваді, але UFC хотів випередити потенційну проблему. Це сталося після того, як USADA додало поріг для наявності метаболіту M3 DHCMT. Якщо результат тесту нижче 100 пікограмів на мілілітр речовини, це більше не вважається порушенням, а нетиповим результатом, за умови, що немає доказів нового прийому або ефекту підвищення продуктивності. Бенуа та Долідзе отримали тимчасові ліцензії на участь у змаганнях, починаючи з 1 грудня після шестимісячного періоду два рази на місяць тестування USADA.
Поєдинок між Хадісом Ібрагімовим і Романом Долідзе спочатку був запланований на інавгураційний захід у Казахстані, запланований за місяць до цього. Однак бій був відкладений після того, як картка була перенесена в Лас-Вегас через обмеження на поїздки для обох учасників, пов'язані з пандемією COVID-19. Пари залишилися без змін і врешті бої відбулися 19 липня 2020 року на UFC Fight Night: Фігейредо проти Бенавідеза 2. Долідзе виграв бій технічним нокаутом у першому раунді після того, як під час хайкіка Ібрагімов спробував піти на тейкдаун, під час якого Долідзе вдарив його коліном, нокаутувавши Ібрагімова.
Долідзе бився з Джоном Алланом на «UFC на ESPN: Германссон проти Ветторі» 5 грудня 2020 року. Він виграв бій роздільним рішенням суддів; однак 19 із 19 представників ЗМІ оцінили Долідзе 30–27.
Долідзе, як заміна Дрікусу дю Плессі, зустрівся з Тревіном Джайлзом у своєму дебюті в середній вазі 20 березня 2021 року на UFC на ESPN 21. Він програв ближній бій одноголосним рішенням суддів.
Долідзе мав зустрітися з Алессіо Ді Кіріко 5 червня 2021 року на UFC Fight Night: Розенструйк проти Сакая. Однак Ді Кіріко знявся з змагань у середині травня через травму. Ді Кіріко замінив Лауреано Старополі. У невиразній боротьбі, де Долідзе переважно тримав Старополі в клінчі, він виграв бій одноголосним рішенням суддів.
Долідзе мав зустрітися з Еріком Андерсом 13 листопада 2021 року на UFC Fight Night 197. Однак Андерс був відкликаний із заходу з невідомих причин, і його замінив Кайл Даукаус. У свою чергу, поєдинок був зірваний через протоколи COVID-19, пов'язані з табором Долідзе.
Долідзе мав зустрітися з Бренданом Алленом, який заміняв Бреда Тавареса, 4 грудня 2021 року на UFC на ESPN 31. Однак Долідзе був змушений відмовитися від поєдинку через ускладнення під час одужання від COVID-19, і його замінив Кріс Кертіс.
Долідзе оранізували на бій з Кайлом Докесом 18 червня 2022 року на UFC on ESPN 37. Він виграв бій нокаутом у першому раунді. Ця перемога принесла йому нагороду «Виступ вечора».
Долідзе бився з Філом Хоузом 29 жовтня 2022 року на UFC Fight Night 213. Він виграв бій нокаутом у першому раунді.
3 грудня 2022 року на UFC on ESPN 42 Долідзе, замінивши травмованого Дерека Брансона, зустрівся з Джеком Германссоном. Він виграв бій технічним нокаутом у другому раунді.
Долідзе бився з Марвіном Ветторі 18 березня 2023 року на UFC 286. Він програв бій одноголосним рішенням суддів.
Долідзе мав зустрітися з Дереком Брансоном на UFC 295 11 листопада 2023 року. Однак 14 вересня Брансон оголосив, що його шляхи з організацією розходяться і бій було скасовано.
Долідзе мав зустрітися з Джаредом Канноньєром 2 грудня 2023 року на UFC on ESPN 52. Однак у жовтні під час тренування Канноньєр отримав розрив медіальної колатеральної зв'язки, і бій було скасовано.
3 лютого 2024 року на UFC Fight Night 235 Долідзе зустрівся з Нассурдіном Імавовим у своєму першому головному бою UFC. Він програв бій рішенням більшості суддів.
Долідзе мав зустрітися з Ентоні Ернандесом 1 червня 2024 року на UFC 302. Однак Ернандес був змушений вийти з бою через розрив зв'язок на руці, і поєдинок був скасований.
Було короткочасно оголошено, що Долідзе зустрінеться з Мішелем Перейрою 8 червня 2024 року на UFC on ESPN 57. Однак Перейра стверджував, що він ніколи не підписував жодних контрактів на бій, і поєдинок зірвався.
29 червня 2024 року Долідзе, в короткий термін замінивши Карлоса Ульберга, зустрівся з Ентоні Смітом у бою в напівважкій вазі на UFC 303. Він виграв бій одноголосним рішенням суддів.
Замінивши травмованого Кріса Кертіса, Долідзе бився з Кевіном Холландом 5 жовтня 2024 року на UFC 307. Долідзе виграв бій технічним нокаутом через відмову від продовження бою в результаті травми ребра в кінці першого раунду.

## Нагороди та досягнення

### Змішані бойові мистецтва
- Абсолютний бійцівський чемпіонат 
  - Виступ вечора[en] (3) проти Кайла Докеса[en], Філа Хоуза[en] і Джека Германссона[en][32]
- World Warriors Fight Championship
  - Чемпіонат у напівважкій вазі WWFC[53]
    - Один успішний захист титулу

### Грепплінг
- Чемпіон Азії та Океанії ADCC
  - 2016 ADCC Азійські випробування  (99 kg)[53]
- Чемпіон світу з греплінгу FILA[en][53]

## Статистика
| Професійна кар'єра бійця |            |           |
| Боїв 18                  | Перемог 15 | Поразок 3 |
| Нокаут                   | 8          | 0         |
| Здача                    | 3          | 0         |
| Рішення суддів           | 4          | 3         |

| Результат | Рекорд | Суперник            | Спосіб                        | Турнір                                        | Дата            | Раунд | Час  | Місце                           | Примітки                                                                    |
| --------- | ------ | ------------------- | ----------------------------- | --------------------------------------------- | --------------- | ----- | ---- | ------------------------------- | --------------------------------------------------------------------------- |
| Перемога  | 15–3   | Марвін Ветторі      | Одноголосне рішення           | UFC Fight Night 254: Ветторі проти Долідзе 2  | 15 березня 2025 | 5     | 5:00 | Лас-Вегас, Невада, США          |                                                                             |
| Перемога  | 14–3   | Кевін Холланд       | TKO (кутова зупинка)          | UFC 307                                       | 5 жовтня 2024   | 1     | 5:00 | Солт-Лейк-Сіті, Юта, США        |                                                                             |
| Перемога  | 13–3   | Ентоні Сміт (боєць) | Одноголосне рішення           | UFC 303                                       | 29 червня 2024  | 3     | 5:00 | Лас-Вегас, Невада, США          | Поєдинок у напівважкій вазі.                                                |
| Поразка   | 12–3   | Нассурдін Імавов    | Рішення (більшість)           | UFC Fight Night: Долідзе проти Імавова        | 3 лютого 2024   | 5     | 5:00 | Лас-Вегас, Невада, США          | У Імавова зняли одне очко в 4-му раунді через недозволений футбольний удар. |
| Поразка   | 12–2   | Марвін Ветторі      | Одноголосне рішення           | UFC 286                                       | 18 березня 2023 | 3     | 5:00 | Лондон, Англія, Велика Британія |                                                                             |
| Перемога  | 12–1   | Джек Германссон     | TKO (удари)                   | UFC на ESPN: Томпсон проти Холанда            | 3 грудня 2022   | 2     | 4:06 | Орландо, Флорида, США           | Виступ ночі.                                                                |
| Перемога  | 11–1   | Філ Хоуз            | KO (удари)                    | UFC Fight Night: Каттар проти Аллена          | 29 жовтня 2022  | 1     | 4:09 | Лас-Вегас, Невада, США          | Виступ ночі.                                                                |
| Перемога  | 10–1   | Кайл Докес          | KO (коліно і удари)           | UFC на ESPN: Каттар проти Еммета              | 18 червня 2022  | 1     | 1:13 | Остін, Техас, США               | Виступ ночі.                                                                |
| Перемога  | 9–1    | Лауреано Старополі  | Одноголосне рішення           | UFC Fight Night: Розенструйк проти Сакая      | 5 червня 2021   | 3     | 5:00 | Лас-Вегас, Невада, США          |                                                                             |
| Поразка   | 8–1    | Тревін Джайлз       | Одноголосне рішення           | UFC on ESPN: Брансон проти Холанда            | 20 березня 2021 | 3     | 5:00 | Лас-Вегас, Невада, США          | Дебют у середній вазі.                                                      |
| Перемога  | 8–0    | Джон Аллан          | Рішення (розділене)           | UFC на ESPN: Германссон проти Ветторі         | 5 грудня 2020   | 3     | 5:00 | Лас-Вегас, Невада, США          |                                                                             |
| Перемога  | 7–0    | Хадіс Ібрагімов     | TKO (коліно і удари)          | UFC Fight Night: Фігейредо проти Бенавідеза 2 | 19 липня 2020   | 1     | 4:15 | Абу-Дабі, ОАЕ                   |                                                                             |
| Перемога  | 6–0    | Міхал Пастернак     | KO (удар)                     | WWFC 13                                       | 18 грудня 2018  | 3     | 3:00 | Київ, Україна                   | Захистив титул чемпіона WWFC у напівважкій вазі.                            |
| Перемога  | 5–0    | Едер де Соуза       | KO (удар)                     | WWFC 11                                       | 16 червня 2018  | 2     | 3:36 | Київ, Україна                   | Виграв вакантний титул чемпіона WWFC у напівважкій вазі.                    |
| Перемога  | 4–0    | Аміралі Жороєв      | TKO (удари)                   | WWFC 9                                        | 14 грудня 2017  | 1     | 3:34 | Київ, Україна                   |                                                                             |
| Перемога  | 3–0    | Ільяс Абдулаєв      | Підкорення (rear naked choke) | WWFC 7                                        | 14 червня 2017  | 1     | 1:21 | Київ, Україна                   |                                                                             |
| Перемога  | 2–0    | Ремі Делькамп       | Підкорення (heel hook)        | WWFC 6                                        | 29 березня 2017 | 1     | 0:56 | Київ, Україна                   | Дебют у напівважкій вазі.                                                   |
| Перемога  | 1–0    | Олександр Ковбель   | Підкорення (heel hook)        | RFP 53: West Fight 23                         | 9 грудня 2016   | 1     | 0:42 | Одеса, Україна                  | Дебют у важкій вазі.                                                        |